# Wjatscheslaw Wassiljewitsch Ossiko
Wjatscheslaw Wassiljewitsch Ossiko (russisch Вячеслав Васильевич Осико; * 28. März 1932 in Leningrad; † 15. November 2019) war ein russischer Festkörperphysiker.

## Leben
Ossiko studierte am Moskauer Chemisch-Technischen D.-I.-Mendelejew-Institut (MChTI) mit Abschluss 1954.
1955 wurde Ossiko wissenschaftlicher Mitarbeiter des Moskauer Lebedew-Instituts für Physik (FIAN) der Akademie der Wissenschaften der UdSSR (AN-SSSR, seit 1991 Russische Akademie der Wissenschaften (RAN)). Er wurde 1960 zum Kandidaten der chemischen Wissenschaften promoviert. 1961 wurde er auf Vorschlag Alexander Michailowitsch Prochorows und Nikolai Gennadijewitsch Bassows Leiter des Laboratoriums für Einkristalle, in dem Kristalle und Gläser für Laser gesucht, präpariert und untersucht wurden. Ossiko wurde 1968 zum Doktor der physikalisch-mathematischen Wissenschaften promoviert. 1974 folgte die Ernennung zum Professor. Arbeitsschwerpunkte wurden die selektive Laserspektroskopie, die strahlenden und strahlungslosen Relaxationsprozesse und die Hochtemperatur-Raman-Streuung, mit denen er sich internationale Anerkennung erwarb. Hochschmelzende Materialien wurden durch Induktionsschmelzen im kalten Tiegel erschmolzen. Ein wichtiges Ergebnis dieser Arbeiten war die Herstellung von Zirkonia-Kristallen, die bald weltweite Verbreitung fand. Daraus entwickelte sich in der UdSSR und darüber hinaus eine Industrie für hochschmelzende Einkristalle, Gläser und Keramiken. 1981 wurde er zum Korrespondierenden Mitglied der AN-SSSR gewählt.
1983 wurde Ossiko Abteilungsleiter und wissenschaftlicher Vizedirektor des Instituts für Allgemeine Physik der AN-SSSR, das 1982 auf der Basis der Abteilung A des Lebedew-Instituts mit Alexander Michailowitsch Prochorow als Direktor in Moskau gegründet worden war. 1987 wurde Ossiko zum Vollmitglied der AN-SSSR gewählt. 1997 wurde er Direktor des Wissenschaftszentrums für Lasermaterialien und -technologien des Instituts für Allgemeine Physik der RAN und blieb es, bis er 2007 aus dem Direktorenamt schied und Leiter des Zentrums wurde. Ossiko war Autor bzw. Mitautor einer Vielzahl von Veröffentlichungen. Sein Hirsch-Index ist 39.

## Ehrungen, Preise
- Orden des Roten Banners der Arbeit (1974)
- Leninpreis (1980)
- Preis des Ministerrats der UdSSR (1991)
- Laudise Prize der International Organization for Crystal Growth (IOCG) (1992 zusammen mit J. F. Wenckus)[8]
- Orden der Ehre (Russland) (2002)[5]
- Fjodorow-Orden der RAN (2003)[4]
- A.-M.-Prochorow-Goldmedaille der RAN (2018)[4]